# Kpérérou
Kpérérou is een deel van de Beninese commune Tchaourou in het departement Borgou.